# Hartland, New Brunswick
Hartland är en ort i Kanada.   Den ligger i provinsen New Brunswick, i den östra delen av landet, 600 km öster om huvudstaden Ottawa. Hartland ligger 99 meter över havet och antalet invånare är 902.
Terrängen runt Hartland är platt. Runt Hartland är det mycket glesbefolkat, med 4 invånare per kvadratkilometer.. Närmaste större samhälle är Woodstock, 16,6 km söder om Hartland.
I omgivningarna runt Hartland växer i huvudsak blandskog.